# Compresor alternativo

Funcionamiento de un compresor de pistón.

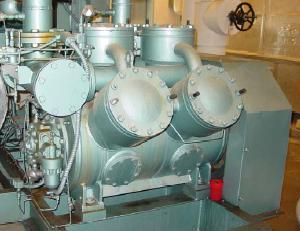
Compresor alternativo de seis cilindros que puede funcionar con dos, cuatro o seis de ellos.

Un compresor alternativo, también denominado de pistón, reciprocante (transliteración demasiado directa del inglés reciprocating), recíproco o de desplazamiento positivo, es un compresor de gases que funciona por el desplazamiento de un émbolo dentro de un cilindro (o de varios) movido por un cigüeñal para obtener gases a alta presión.

El gas a comprimir entra, a presión ambiental, por la válvula de admisión en el cilindro, aspirado por el movimiento descendente del pistón, que tiene un movimiento alternativo mediante un cigüeñal y una biela, se comprime cuando el pistón asciende y se descarga, comprimido, por la válvula de descarga. En estos compresores la capacidad se ve afectada por la presión de trabajo. Esto significa que una presión de succión baja implica un caudal menor; para una presión de descarga mayor, también se tiene un caudal menor.
Se utiliza en refinerías de petróleo, transporte de gases (gasoductos), plantas químicas, plantas de refrigeración. Uno de sus usos es la fabricación, por soplado, de envases de vidrio o plástico (Tereftalato de polietileno o PET), para líquidos.
Sirven también para alimentar herramientas neumáticas, tales como martillos o perforadoras.